# الكاتدرائية المرقسية (الإسكندرية)
كان مجيء مرقس الرسول عام 62 ميلادي إلى الإسكندرية البداية للكنيسة القبطية في مصر حيث بشر أهلها بالمسيحية مؤسسًا كرسي الأسكندرية الرسولي المعروف باسم الكنيسة القبطية. وللكنيسة القبطية (المرقسية) مكانة كبيرة في تاريخ الكنيسة العالمي لأن منها كان بطاركة الإسكندرية الأقباط العلماء الذين واجهوا الهرطقات المختلفة.
وكان أول المؤمنين بالمسيحية صانع أحذية مصري يدعى إنيانوس وقد حول بيته ليكون أول كنيسة في إفريقيا والتي عرفت باسم كنيسة بوكاليا ومكانها هو مكان الكاتدرائية المرقسية الحالية وهذا المكان يتوسط الإسكندرية القديمة.
أصبحت الكنيسة المرقسية مقراً لبطريرك الكنيسة لمدة ألف عام ثم انتقل المقر عدة مرات إلى ان أصبح الآن في أرض الأنبا رويس بالعباسية.
بعد سيامه خرستوذولس بابا الإسكندرية انتقل من الإسكندرية إلى مصر، واتخذ كنيسة المعلقة بظاهر الفسطاط مقرًا له. كما جدد كنيسة القديس مرقريوس وجعلها كاتدرائية كبرى ومركزًا لكرسيه، وجعل أيضًا كنيسة السيدة العذراء في حي الأروام مقرًا له يأوي إليه عند اللزوم وذلك برضى أسقف بابليون. أما سبب ذلك فهو انتقال عظمة مدينة الإسكندرية إلى مدينة القاهرة، وكثرة عدد المسيحيين فيها، ولارتباطه بالحكومة. فصار البابا يعين أسقفًا للإسكندرية باسم وكيل الكرازة المرقسية.

## البداية
يقال أن الكاتدرائية تقف في موقع الكنيسة التي أسسها القديس مرقس الإنجيلي عام 42 بعد الميلاد.[بحاجة لمصدر] ارتبط القديس مرقس الإنجيلي (مؤلف الإنجيل الثاني) بمدينة الإسكندرية منذ أقدم تقليد مسيحي. يعتقد المسيحيون الأقباط أنه وصل إلى الإسكندرية حوالي عام 42 بعد الميلاد وبقي حوالي سبع سنوات.[بحاجة لمصدر]
خلال هذا الوقت، حول مَرقُس كثيرين إلى المسيحية وأجرى العديد من المعجزات. يعتبر مؤسس الكنيسة بالإسكندرية وأول أسقف للإسكندرية. وفقًا للتقاليد، تم القبض على القديس مرقس خلال مهرجان سيرابيس في عام 68 بعد الميلاد واستشهد بجره في الشوارع. دفن تحت الكنيسة التي أسسها.[بحاجة لمصدر]

## تاريخ الكنيسة
في عام 68 ميلادي استشهد القديس مارمرقس بالإسكندرية ووُضِع جسده في الكنيسة وفي عام 311 ميلادي، قبيل استشهاد البابا بطرس خاتم الشهداء صلى صلاة أخيرة فوق قبر مارمرقس. وقتها كانت الكنيسة عبارة عن مقصورة صغيرة للعبادة على. ساحل الميناء الشرقي، وكان فيها جسد مار مرقس وبعض خلفائه. في عام 321م تمّ توسيع الكنيسة في عهد البابا أرشيلاوس الـ18.
في عام 680م قام البابا يوحنا السمنودي البطريرك الأربعين بإعادة بناء الكنيسة، في عام 828 ميلادي حدثت سرقة جسد مرقس بواسطة بحارة إيطاليين، ونُقل من الإسكندرية لمدينة البندقية (فينسيا) بإيطاليا. وبَقيت الرأس بالإسكندرية. تمّ إعادة البناء مرة أخرى، وفي عام 1527م يذكُر الرحالة بيير بيلون دي مانز. أن الكنيسة قائمة.
تهدمت الكنيسة وأعيد بناؤها أكثر من مرة على مر التاريخ، وفي عام 1870م تم بناؤها على الطراز البيزنطي مع تزيينها بعدد كبير من الأيقونات الجميلة. في عام 1952م قام البابا يوساب الثاني بافتتاح الكاتدرائية الجديدة وصلى أول قداس بها.

## مبنى الكنيسة
ما أن ندخل من الباب الخارجي للكنيسة نجد على يسارنا مبنى يعود للقرن الماضي ويحتوى على مقر البابا ووكيله بالإسكندرية وقاعات الكلية الإكليركية (وهى تختص بالعلوم المسيحية).
وقد تم الاحتفاظ بحامل الأيقونات الرخامي والإنبل والكرسي البابوي مع باقي الأيقونات الأثرية بالكنيسة. كما تم نقل الأعمدة الرخامية الستة التي كانت ترتكز عليهم الكنيسة إلى المدخل. وتم الاحتفاظ بالمنارات بعد تعليتها وتزويدها بنقوش قبطية جميلة وتقوبتها وفي عام 1990 ومع الزيادة المضطردة في عدد المصلين تم توسيع الكنيسة من الجهة الغربية، في عهد البابا شنودة الثالث.
عند الدخول من الباب توجد على كل جانب أيقونتين أثريتين وهم يسوع ومريم العذراء وقد تمت تغشيتهما بالذهب والفضة وأيقونة أثرية لمارمرقس ومارجرجس، داخل الكنيسة نجد أيقونتين على اليسار للأنبا انطونيوس وأخرى للأنبا شنودة وعلى اليمين أيقونة لمارمينا وكلهم من الفن القبطى. في منتصف الكنيسة من الناحية الجنوبية مدخل المقبرة الأثرية الشهيرة التي تضم رفات الآباء بطاركة الكرسي السكندري في الألفية الأولى وقد تم تدوين أسمائهم على لوحة رخامية باللغات القبطية والعربية والإنجليزية.

## مواضيع مرتبطة
- كنيسة قبطية أرثوذكسية
- المتحف القبطى
- تاريخ مصر المسيحية
- مقر بابا الإسكندرية